# Cladura shirahatai
Cladura shirahatai là một loài ruồi trong họ Limoniidae. Chúng phân bố ở miền Cổ bắc.